# Blendtec
Blendtec（ブレンドテック）は、アメリカ合衆国の企業。ユタ州に本社を置き、家庭用ミキサーの製造・販売をしている。

## 歴史
1975年にトーマス・ディクソン（Tomas Dickson）によって設立された。持株会社はK-Tecである。
2006年ごろから、トーマス・ディクソンがミキサー（Total Blender）に様々なものを入れて粉砕するWill It Blend?シリーズを、動画投稿サイトYouTubeにアップロードして、世界中で話題になる。

## 製品
代表的な製品にTotal Blenderがある。

## 評価
USAトゥデイはBlendtec社のミキサーの強い粉砕力を「ゴルフボールを（ミキサーで）粉砕できたら、きっとすばらしいスムージーができるだろう」と評した。ウォールストリート・ジャーナルはこの広告が18,000ドルの収入をもたらしていると報じた。

## 訴訟
2006年2月、競合企業のVitamix社はBlendtec社が自社製品のデザインを複製したと主張し、特許権侵害として訴訟を起こした。しかしユタ州連邦地裁陪審は2011年2月、逆にVitamix社がBlendtec社の特許を侵害したと認定し、Vitamix社に2,400万ドルを支払うよう命じた。